# Lanostérol synthase
Une lanostérol synthase est une isomérase qui catalyse la réaction :
(3S)-2,3-époxy-2,3-dihydrosqualène  {\displaystyle \rightleftharpoons }  lanostérol.
Cette enzyme, présente chez les animaux et les mycètes où elle intervient dans la biosynthèse des stérols, appartient au groupe des oxydosqualène cyclases, au même titre que les cycloarténol synthases. Elle forme du lanostérol, intermédiaire important de la biosynthèse du cholestérol,. Ses inhibiteurs présentent à ce titre un intérêt comme possibles médicaments anticholestérol, en complément des statines. Elle est codée chez l'homme par le gène LSS, situé sur le chromosome 21,.

(3S)-2,3-Époxy-2,3-dihydrosqualène.
Lanostérol.

Chez les eucaryotes, la lanostérol synthase est une protéine membranaire intégrale monotopique, située du côté cytosolique du réticulum endoplasmique. Il semble que, chez les rares procaryotes qui la produise, l'enzyme soit chez eux une protéine soluble non liée à une membrane.